# Brod (Crna Trava)
Brod (Crna Trava) (em cirílico: Брод) é uma vila da Sérvia localizada no município de Crna Trava, pertencente ao distrito de Jablanica, na região de Vlasina. A sua população era de 67 habitantes segundo o censo de 2002.

## Demografia
| 1948  | 1953  | 1961 | 1971 | 1981 | 1991 | 2002 | 2011 |
| ----- | ----- | ---- | ---- | ---- | ---- | ---- | ---- |
| 1 296 | 1 164 | 952  | 624  | 399  | 178  | 122  | 67   |